# Parafia św. Mikołaja w Imielnie
Parafia Świętego Mikołaja – parafia rzymskokatolicka w Imielnie (diecezja kielecka, dekanat jędrzejowski). Erygowana w XIII wieku. Mieści się przy ulicy Kościelnej. Duszpasterstwo w niej prowadzą księża diecezjalni.

## Zasięg parafii
Do parafii należy 1850 wiernych wyznania rzymskokatolickiego mieszkających w następujących miejscowościach: Imielno, Borszowice, Dzierszyn, Helenówka, Imielnica, Jakubów, Motkowice, Rajchotka, Sobowice, Stawy i Wygoda. 